# Jan Lehane
Janice Patricia «Jan» Lehane O'Neill (Grenfell, Nova Gal·les del Sud, 9 de juliol de 1941) és una exjugadora de tennis australiana.
En el seu palmarès destaquen dos títols de Grand Slam en la categoria de dobles mixts. Va disputar un total deu finals de Grand Slam: quatre individuals, tres de dobles femenins i tres més en dobles mixts. Totes quatre finals de Grand Slam individuals van ser quatre edicions consecutives de l'Australian Championships on fou derrotada per Margaret Smith. Va formar part de l'equip australià de Copa Federació i va arribar a disputar la final en l'edició de 1965. Es va retirar l'any 1982, amb quaranta anys i després de vint-i-cinc de carrera esportiva.
Es va casar amb James John O'Neill el 19 de febrer de 1966. L'any 2018 va entrar a l'Australian Tennis Hall of Fame, i l'any següent va ser distingida com a Membre de l'Orde d'Austràlia per la seva contribució en el tennis. Fou pionera en l'ús del revés a dues mans en el tennis femení.

## Torneigs de Grand Slam

### Individual: 4 (0−4)
| Resultat  | Núm. | Any  | Torneig                      | Oponent        | Marcador |
| --------- | ---- | ---- | ---------------------------- | -------------- | -------- |
| Finalista | 1.   | 1960 | Australian Championships     | Margaret Smith | 5−7, 2−6 |
| Finalista | 2.   | 1961 | Australian Championships (2) | Margaret Smith | 1−6, 4−6 |
| Finalista | 3.   | 1962 | Australian Championships (3) | Margaret Smith | 0−6, 2−6 |
| Finalista | 4.   | 1963 | Australian Championships (4) | Margaret Smith | 2−6, 2−6 |

### Dobles femenins: 3 (0−3)
| Resultat  | Núm. | Any  | Torneig                      | Parella        | Oponents                                | Marcador      |
| --------- | ---- | ---- | ---------------------------- | -------------- | --------------------------------------- | ------------- |
| Finalista | 1.   | 1961 | Australian Championships     | Mary Hawton    | Mary Carter Reitano Margaret Smith      | 4−6, 6−3, 5−7 |
| Finalista | 2.   | 1961 | Wimbledon Championships      | Margaret Smith | Karen Hantze Susman Billie Jean Moffitt | 3−6, 4−6      |
| Finalista | 3.   | 1963 | Australian Championships (2) | Lesley Turner  | Robyn Ebbern Margaret Smith             | 1−6, 3−6      |

### Dobles mixts: 3 (2−1)
| Resultat   | Núm. | Any  | Torneig                      | Parella        | Oponents                         | Marcador |
| ---------- | ---- | ---- | ---------------------------- | -------------- | -------------------------------- | -------- |
| Guanyadora | 1.   | 1960 | Australian Championships     | Trevor Fancutt | Christine Truman Martin Mulligan | 6−2, 7−5 |
| Guanyadora | 2.   | 1961 | Australian Championships (2) | Bob Hewitt     | Mary Carter Reitano John Pearce  | 9−7, 6−2 |
| Finalista  | 1.   | 1964 | Australian Championships     | Mike Sangster  | Margaret Smith Ken Fletcher      | 2−6, 3−6 |

## Palmarès

### Individual: 20 (5−15)
| Títols per superfície |
| --------------------- |
| Dura (0−0)            |
| Gespa (2−11)          |
| Terra batuda (3−4)    |

| Resultat   | Núm. | Data                   | Torneig                             | Superfície   | Oponent             | Marcador      |
| ---------- | ---- | ---------------------- | ----------------------------------- | ------------ | ------------------- | ------------- |
| Finalista  | 1.   | 6 de novembre de 1958  | Adelaida, Austràlia                 | Gespa        | Sandra Reynolds     | 4−6, 2−6      |
| Guanyadora | 1.   | 6 d'abril de 1959      | Melbourne, Austràlia                | Terra batuda | Lorraine Coghlan    | 6−0, 2−6, 6−2 |
| Finalista  | 2.   | 22 de gener de 1960    | Australian Championships, Austràlia | Gespa        | Margaret Smith      | 5−7, 2−6      |
| Guanyadora | 2.   | 9 de novembre de 1960  | Sydney, Austràlia                   | Gespa        | Margaret Smith      | 6−1, 6−3      |
| Finalista  | 3.   | 5 de gener de 1961     | Adelaida (2)                        | Gespa        | Margaret Smith      | 3−6, 0−6      |
| Finalista  | 4.   | 17 de gener de 1961    | Australian Championships (2)        | Gespa        | Margaret Smith      | 1−6, 4−6      |
| Guanyadora | 3.   | 24 de juliol de 1961   | Amsterdam, Països Baixos            | Terra batuda | Christiane Mercelis | 6−4, 6−0      |
| Finalista  | 5.   | 28 de desembre de 1961 | Sydney                              | Gespa        | Margaret Smith      | 0−6, 3−6      |
| Finalista  | 6.   | 15 de gener de 1962    | Australian Championships (3)        | Gespa        | Margaret Smith      | 0−6, 2−6      |
| Guanyadora | 4.   | 11 de juny de 1962     | Beckenham, Regne Unit               | Gespa        | Lesley Turner       | 7−5, 6−3      |
| Finalista  | 7.   | 15 d'octubre de 1962   | Brisbane, Austràlia                 | Terra batuda | Lesley Turner       | 6−4, 4−6, 4−6 |
| Finalista  | 8.   | 22 d'octubre de 1962   | Brisbane                            | Gespa        | Margaret Smith      | 3−6, 4−6      |
| Finalista  | 9.   | 9 de gener de 1963     | Australian Championships (4)        | Gespa        | Margaret Smith      | 2−6, 2−6      |
| Finalista  | 10.  | 15 d'abril de 1963     | Ais de Provença, França             | Terra batuda | Lesley Turner       | 7−5, 4−6, 3−6 |
| Finalista  | 11.  | 10 de juny de 1963     | Beckenham                           | Gespa        | Margaret Smith      | 0−6, 1−6      |
| Finalista  | 12.  | 18 de novembre de 1963 | Adelaida (3)                        | Gespa        | Margaret Smith      | 3−6, 1−6      |
| Finalista  | 13.  | 3 de febrer de 1964    | Auckland, Nova Zelanda              | Gespa        | Margaret Smith      | 4−6, 6−3, 0−6 |
| Guanyadora | 5.   | 30 de març de 1964     | Ais de Provença                     | Terra batuda | Madonna Schacht     | 6−1, 6−0      |
| Finalista  | 14.  | 1 de juny de 1964      | Lausana, Suïssa                     | Terra batuda | Margaret Smith      | 6−2, 6−8, 2−6 |
| Finalista  | 15.  | 17 de juliol de 1967   | Gstaad, Suïssa                      | Terra batuda | Annette Van Zyl     | 1−6, 6−3, 3−6 |

### Dobles femenins: 29 (10−19)
| Títols per superfície |
| --------------------- |
| Dura (0−0)            |
| Gespa (5−7)           |
| Terra batuda (5−3)    |

| Resultat   | Núm. | Data                   | Torneig                             | Superfície   | Parella           | Oponents                           | Marcador      |
| ---------- | ---- | ---------------------- | ----------------------------------- | ------------ | ----------------- | ---------------------------------- | ------------- |
| Guanyador  | 1.   | 17 d'abril de 1960     | Bathurst, Austràlia                 | Terra batuda | Mary Bevis Hawton | Lesley Turner Noelene Turner       | 6−4, 8−6      |
| Finalista  | 1.   | 28 de novembre de 1960 | Melbourne, Austràlia                | Gespa        | Mary Bevis Hawton | Mary Carter Reitano Margaret Smith | 6−3, 0−6, 4−6 |
| Guanyador  | 2.   | 5 de gener de 1961     | Adelaida, Austràlia                 | Gespa        | Margaret Smith    | Robyn Ebbern Madonna Schacht       | 6−4, 6−1      |
| Finalista  | 2.   | 17 de gener de 1961    | Australian Championships, Austràlia | Gespa        | Mary Bevis Hawton | Mary Carter Reitano Margaret Smith | 4−6, 6−3, 5−7 |
| Guanyador  | 3.   | 7 de maig de 1961      | Torí, Itàlia                        | Terra batuda | Lesley Turner     | Mary Carter Reitano Margaret Smith | 2−6, 6−1, 6−1 |
| Finalista  | 3.   | 5 de juny de 1961      | Manchester, Regne Unit              | Gespa        | Margaret Smith    | Sandra Reynolds Renee Schuurman    | 6−1, 5−7, 2−6 |
| Finalista  | 4.   | 26 de juny de 1961     | Wimbledon Championships, Regne Unit | Gespa        | Margaret Smith    | Karen Hantze Billie Jean Moffitt   | 3−6, 4−6      |
| Finalista  | 5.   | 24 de juliol de 1961   | Amsterdam, Països Baixos            | Terra batuda | Robyn Ebbern      | Mimi Arnold Christiane Mercelis    | 7−9, 1−6      |
| Finalista  | 6.   | 15 d'agost de 1961     | Manchester-by-the-Sea, Estats Units | Gespa        | Margaret Smith    | Donna Floyd Belmar Gunderson       | 4−6, 6−2, 4−6 |
| Finalista  | 7.   | 19 de novembre de 1961 | Adelaida                            | Gespa        | Lesley Turner     | Robyn Ebbern Margaret Smith        | 7−5, 2−6, 3−6 |
| Finalista  | 8.   | 14 de maig de 1962     | Lugano, Suïssa                      | Terra batuda | Lesley Turner     | Justina Bricka Margaret Smith      | 3−6, 2−6      |
| Guanyador  | 4.   | 11 de juny de 1962     | Beckenham, Regne Unit               | Gespa        | Lesley Turner     | Robyn Ebbern Madonna Schacht       | 7−5, 6−4      |
| Finalista  | 9.   | 15 d'octubre de 1962   | Brisbane                            | Terra batuda | Lesley Turner     | Robyn Ebbern Fay Toyne             | 5−7, 6−3, 1−6 |
| Guanyador  | 5.   | 22 d'octubre de 1962   | Brisbane, Austràlia                 | Gespa        | Lesley Turner     | Robyn Ebbern Margaret Smith        | 6−3, 7−5      |
| Guanyador  | 6.   | 22 de novembre de 1962 | Sydney, Austràlia                   | Gespa        | Lesley Turner     | Elizabeth Starkie Judy Tegart      | 6−4, 6−3      |
| Finalista  | 10.  | 6 de desembre de 1962  | Melbourne (2)                       | Gespa        | Lesley Turner     | Robyn Ebbern Margaret Smith        | 4−6, 0−6      |
| Finalista  | 11.  | 9 de gener de 1963     | Australian Championships (2)        | Gespa        | Lesley Turner     | Robyn Ebbern Margaret Smith        | 1−6, 3−6      |
| Guanyadora | 7.   | 15 d'abril de 1963     | Ais de Provença, França             | Terra batuda | Lesley Turner     | Christiane Mercelis Věra Suková    | 6−3, 6−4      |
| Finalista  | 12.  | 10 de juny de 1963     | Kent, Regne Unit                    | Gespa        | Lesley Turner     | Robyn Ebbern Margaret Smith        | 7−5, 2−6, 2−6 |
| Finalista  | 13.  | 28 d'octubre de 1963   | Brisbane                            | Gespa        | Lesley Turner     | Robyn Ebbern Margaret Smith        | 9−11, 2−6     |
| Finalista  | 14.  | 10 de novembre de 1963 | Sydney                              | Gespa        | Lesley Turner     | Robyn Ebbern Margaret Smith        | 4−6, 3−6      |
| Finalista  | 15.  | 18 de novembre de 1963 | Adelaida (2)                        | Gespa        | Lesley Turner     | Robyn Ebbern Margaret Smith        | 1−6, 2−6      |
| Finalista  | 16.  | 28 de novembre de 1963 | Melbourne (3)                       | Gespa        | Lesley Turner     | Robyn Ebbern Margaret Smith        | 4−6, 1−6      |
| Guanyadora | 8.   | 3 de febrer de 1964    | Auckland, Nova Zelanda              | Gespa        | Margaret Smith    | Ethne Green Elizabeth Terry        | 6−2, 6−2      |
| Guanyadora | 9.   | 30 de març de 1964     | Ais de Provença (2)                 | Terra batuda | Helga Schultze    | Jeanine Lieffrig Madonna Schacht   | 6−3, 7−5      |
| Finalista  | 17.  | 30 de juliol de 1964   | Hannover, Alemanya Occidental       | Terra batuda | Robyn Ebbern      | Margaret Smith Lesley Turner       | 4−6, 2−6      |
| Finalista  | 18.  | 17 d'octubre de 1969   | Rockdale, Austràlia                 | Terra batuda | Winnie Shaw       | Karen Krantzcke Kerry Melville     | 6−4, 2−6, 3−6 |
| Guanyador  | 10.  | 26 de novembre de 1973 | Sydney                              | Terra batuda | Joy Emerson       | Peggy Michel Janet Young           | 7−6, 4−6, 7−6 |
| Finalista  | 19.  | 15 de març de 1982     | Austin, Estats Units                | Moqueta (i)  | Mimi Wikstedt     | Pat Medrado Cláudia Monteiro       | 0−6, 1−6      |

### Dobles mixts: 7 (2−5)
| Títols per superfície |
| --------------------- |
| Dura (0−0)            |
| Gespa (2−2)           |
| Terra batuda (0−3)    |

| Resultat  | Núm. | Data                | Torneig                             | Superfície   | Parella        | Oponents                        | Marcador      |
| --------- | ---- | ------------------- | ----------------------------------- | ------------ | -------------- | ------------------------------- | ------------- |
| Guanyador | 1.   | 22 de gener de 1960 | Australian Championships, Austràlia | Gespa        | Trevor Fancutt | Mary Carter Reitano Bob Mark    | 6−2, 7−5      |
| Finalista | 1.   | 17 d'abril de 1960  | Bathurst, Austràlia                 | Terra batuda | Robert Howe    | Mary Bevis Hawton Rod Laver     | 6−1, 3−6, 4−6 |
| Guanyador | 2.   | 17 de gener de 1961 | Australian Championships (2)        | Gespa        | Bob Hewitt     | Mary Carter Reitano John Pearce | 9−7, 6−2      |
| Finalista | 2.   | 7 de maig de 1961   | Torí, Itàlia                        | Terra batuda | Bob Hewitt     | Margaret Smith Roy Emerson      | 1−6, 1−6      |
| Finalista | 3.   | 29 d'abril de 1963  | Nàpols, Itàlia                      | Terra batuda | Robert Howe    | Margaret Smith Ken Fletcher     | Renúncia      |
| Finalista | 4.   | 13 de gener de 1964 | Australian Championships            | Gespa        | Mike Sangster  | Margaret Smith Ken Fletcher     | 3−6, 2−6      |
| Finalista | 5.   | 3 de febrer de 1964 | Auckland, Nova Zelanda              | Gespa        | John Newcombe  | Margaret Smith Fred Stolle      | 4−6, 4−6      |

## Trajectòria

### Individual
| Australian Championships                                                                                                   | 1R | SF | F  | F  | F  | F  | SF | A | 2R | 3R | A | A | 3R | QF | A | A | 2R | A | A | 2R | A | 0 / 13 |
| Internationaux de France                                                                                                   | A  | A  | QF | 4R | QF | QF | QF | A | A  | 3R | A | A | A  | A  | A | A | A  | A | A | A  | A | 0 / 6  |
| Wimbledon | A  | A  | 4R | 3R | 3R | QF | 3R | A | A  | 4R | A | A | A  | A  | A | A | A  | A | A | A  | A | 0 / 6  |
| US Championships | A  | A  | QF | QF | 3R | A  | A  | A | A  | A  | A | A | A  | A  | A | A | A  | A | A | A  | A | 0 / 3  |
| Llegenda: G: Guanyadora; F: Finalista; SF: Semifinalista; QF: Quarts de final; Q: Qualificació; A: Absent; RR: Round Robin |    |    |    |    |    |    |    |   |    |    |   |   |    |    |   |   |    |   |   |    |   |        |

### Dobles femenins
| Australian Championships                                                                                                   | SF | SF | F  | SF | F  | A  | A | SF | QF | A | A | QF | QF | A | A | 1R | A | A | SF | A | 0 / 11 |
| Internationaux de France                                                                                                   | A  | SF | SF | SF | 2R | QF | A | A  | 3R | A | A | A  | A  | A | A | A  | A | A | A  | A | 0 / 6  |
| Wimbledon | A  | SF | F  | QF | 2R | 3R | A | A  | 3R | A | A | A  | A  | A | A | A  | A | A | A  | A | 0 / 6  |
| US Championships | A  | A  | A  | A  | A  | A  | A | A  | A  | A | A | A  | A  | A | A | A  | A | A | A  | A | 0 / 0  |
| Llegenda: G: Guanyadora; F: Finalista; SF: Semifinalista; QF: Quarts de final; Q: Qualificació; A: Absent; RR: Round Robin |    |    |    |    |    |    |   |    |    |   |   |    |    |   |   |    |   |   |    |   |        |

### Dobles mixts
| Australian Championships                                                                                                   | G  | G  | SF | SF | F  | A | 1R | SF | 0 / 7 |
| Internationaux de France                                                                                                   | A  | SF | 2R | 3R | 2R | A | A  | 1R | 0 / 5 |
| Wimbledon | 4R | 2R | 4R | 3R | 3R | A | A  | 2R | 0 / 6 |
| US Championships | A  | A  | A  | A  | A  | A | A  | A  | 0 / 0 |
| Llegenda: G: Guanyadora; F: Finalista; SF: Semifinalista; QF: Quarts de final; Q: Qualificació; A: Absent; RR: Round Robin |    |    |    |    |    |   |    |    |       |